# Statuia Libertății din Paris
Statuia Libertății din Paris este replica statuii cu același nume din New York, dăruită americanilor de Franța.
Una din replici, care are înălțimea de 11,50 m, este amplasată la capătul din aval al insulei Île des Cygnes de pe Sena, la nivelul podului Grenelle, în apropiere de locul unde se găsea atelierul sculptorului Frédéric Auguste Bartholdi. 

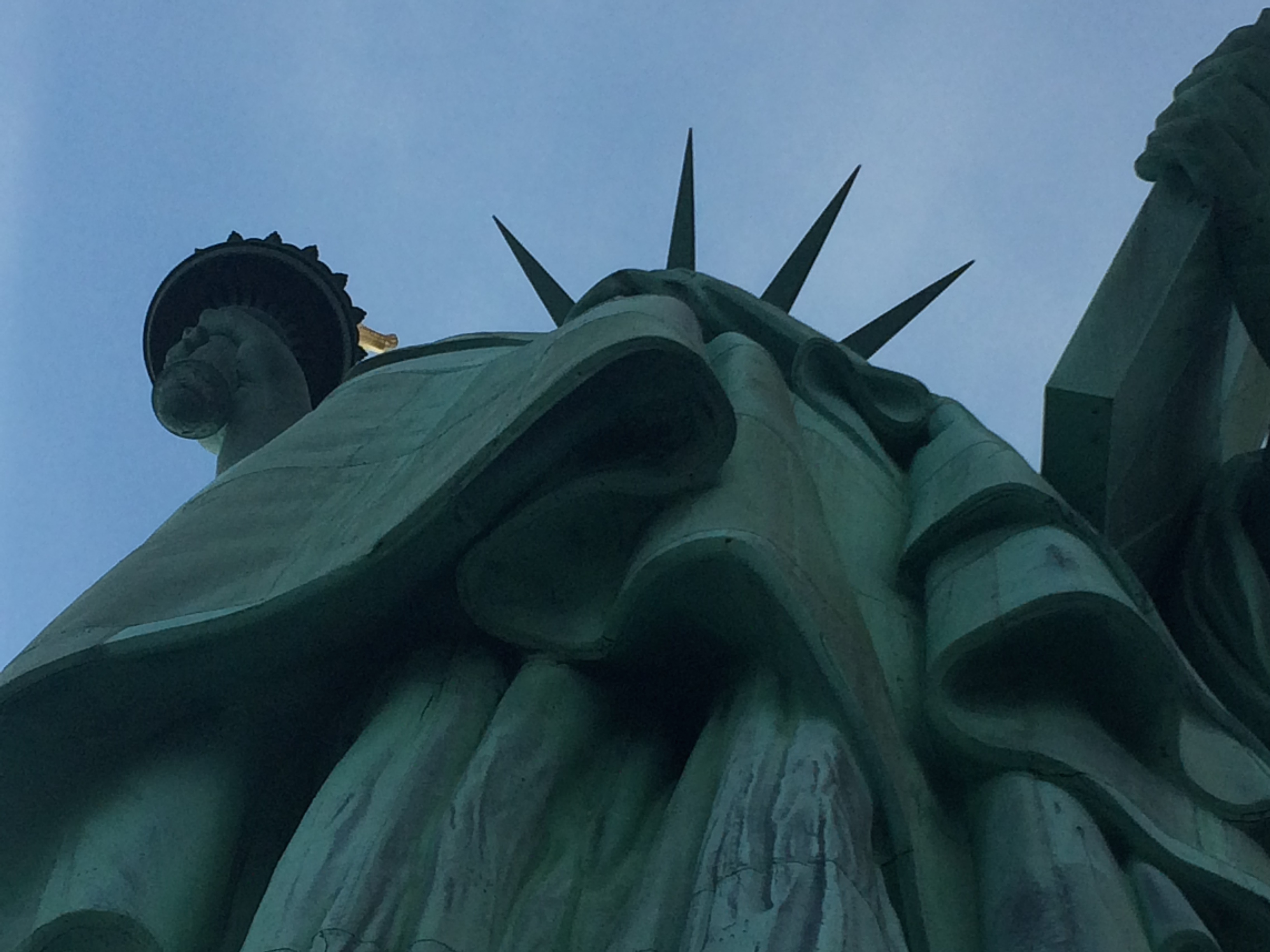
La Liberté éclairant le monde, Grădina Luxemburg, Paris

Île des Cygnes este o insulă artificială, lungă de 890 m dar îngustă, de numai 11 m, care se întinde între Pont Bir-Hakeim și Pont de Grenelle. 

Statuia, care a fost oferită orașului Paris de comunitatea francezilor stabiliți în SUA, pentru a comemora centenarul Revoluției franceze, a fost inaugurată în 1885, ca model din ipsos. Varianta turnată a fost terminată în 1889. Pe cărticica pe care o ține în mâna stângă sunt înscrise datele Revoluției Americane și ale celei franceze: « IV Juillet 1776 = XIV Juillet 1789 ». La inaugurarea statuii, Bartholdi și-a exprimat nemulțumirea pentru faptul că statuia, amplasată cu fața spre est, întoarce spatele Americii.

În 1937, cu ocazia Expoziției universale, statuia a fost întoarsă cu fața spre vest, ca o satisfacție postumă pentru Bartholdi. În 1990, statuia a fost restaurată și acoperită cu o patină de culoarea bronzului. 

## Alte exemplare ale statuii în Paris
O machetă realizată din lemn, lut și fier, cu dimensiunile 283 x 75 x 75 cm, cântărind 322 kg, realizată în 1878 de Frédéric Auguste Bartholdi, este expusă din 1907 în interiorul Muzeului de arte și meserii (Musée des Arts et Métiers) din Paris. În fața muzeului, în aer liber, se află o statuie originală turnată în bronz, realizată în 2010 după un model de gips la scara 1/16 confecționat în 1876 și expus în biserica muzeului. Statuia din fața muzeului, dezvelită la 9 iunie 2011, este prima dintr-o serie de 12 originale realizate de muzeu și turnate de firma Susse Fondeur Paris.
La Musée d'Orsay se află statuia originală, turnată în bronz, datată 15 noiembrie 1889, cumpărată de statul francez după ce fusese expusă la Expoziția Universală de la Paris (1900) și instalată în 1906 în Grădina Luxemburg. După ce în 2011 statuia din grădină a fost vandalizată și i-a fost furată torța, aceasta a fost restaurată, torța fiind turnată în matrița originală, iar statuia a fost instalată în 2012 în clădirea muzeului. În 2013 în grădina Luxembourg a fost amplasată o copie.